# Ontherus irinus
Ontherus irinus är en skalbaggsart som beskrevs av Vladimir Balthasar 1938. Ontherus irinus ingår i släktet Ontherus och familjen bladhorningar. Inga underarter finns listade i Catalogue of Life.